# 최창봉
최창봉(崔彰鳳, 1925년 6월 12일 ~ 2016년 12월 29일)은 문화방송 사장을 역임한 대한민국의 언론인이자 방송기관단체인이다.
평안북도 의주에서 태어나 1956년 KORCAD-TV에 프로듀서로 입사, ‘대한민국 제1호 방송 프로듀서’로도 알려져 있다. 1989년부터 1993년까지 문화방송 대표이사 사장을 역임했다.

## 출신 학교
- 고려대학교 영문과 학사[1]

## 주요 경력
- 문화공보부 방송문화연구실장
- KBS 편성과 과장
- 동아방송 방송부 부장
- 1963년 ~ 1971년: 동아방송 국장대리
- 동아방송 국장
- 1971년: 동아방송 사장
- 1971년 8월: KBS 중앙방송국 국장
- 1973년 3월: KBS 부사장 겸 방송총국장
- 1976년 3월 ~ 1979년 3월: 문화예술진흥원 사무총장
- 1980년 8월 ~ 1985년 1월: 공연윤리위원회 위원장
- 방송위원회 상임위원
- 1989년 2월 ~ 1993년 3월: 문화방송 사장
- 아시아태평양방송연맹 이사
- 2002년: 한국방송인회 이사장
- 한국방송진흥원 이사장

## 저서
- 《한국문화예술총서 11 : 우리 방송 100년》(현암사, 2001년) ISBN 9788932310800
- 《영원한 PD 최창봉의 방송인생 다큐멘터리 - 방송역사 살아있는 전설 방송과 나》(동아일보사, 2010년) ISBN 9788970907666

## 수상 경력
- 2008년: 제17회 대한언론인상 공로상
- 2010년: 미디어발전공헌상 방송부문
- 2012년: 여의도클럽 방송인상 방송공헌상